# Syncolostemon flabellifolius
Syncolostemon flabellifolius là một loài thực vật có hoa trong họ Hoa môi. Loài này được (S.Moore) A.J.Paton miêu tả khoa học đầu tiên năm 1998.